# Греція на Дитячому пісенному конкурсі Євробачення
Греція на Дитячому пісенному конкурсі Євробачення дебютувала у 2003 році, коли відбулося перше Дитяче Євробачення. Першим представником країни на конкурсі став Ніколас Ганопулос, що виконав пісню «Fili gia panta» (Поцілунок назавжди) та посів 8 місце. Найкращий результат на Дитчому Євробаченні Греція здобула у 2005 році, коли Александрос і Каллі зайняли 6 місце з 88 балами зі своєю піснею «Tora Einai I Seira Mas» (Тепер наша черга). Після останньої участі у 2008 році країна більше не поверталася до Дитячого Євробачення. 

## Учасники
Умовні позначення
     Переможець
     Друге місце
     Третє місце
     Четверте місце
     П'яте місце
     Останнє місце
| Рік  | Місце проведення | Учасник             | Пісня                                       | Місце | Бали |
| ---- | ---------------- | ------------------- | ------------------------------------------- | ----- | ---- |
| 2003 | Копенгаген       | Ніколас Ганопулос   | «Fili gia panta» (Поцілунок назавжди)       | 8     | 53   |
| 2004 | Ліллегаммер      | Secret Band         | «O Palios Mou Eaftos» (Моє старе Я)         | 9     | 48   |
| 2005 | Гасселт          | Александрос і Каллі | «Tora Einai I Seira Mas» (Тепер наша черга) | 6     | 88   |
| 2006 | Бухарест         | Хлоя Софія Болеті   | «Den Peirazei» (Не має значення)            | 13    | 35   |
| 2007 | Роттердам        | Made In Greece      | «Kapou Mperdeftika» (Десь я розгубився)     | 17    | 14   |
| 2008 | Лімасол          | Нікі Янноучу        | «Kapoia Nychta» (Якоїсь ночі)               | 14    | 19   |

## Історія голосування (2003-2008)
| №  | Отримано             | Отримано | Дано                 | Дано |
| №  | Країна               | Очок     | Країна               | Очок |
| -- | -------------------- | -------- | -------------------- | ---- |
| 1  | Кіпр                 | 57       | Кіпр                 | 60   |
| 2  | Хорватія             | 22       | Іспанія              | 35   |
| 3  | Румунія              | 18       | Румунія              | 33   |
| 3  | Велика Британія      | 18       | Білорусь             | 33   |
| 5  | Мальта               | 12       | Росія                | 22   |
| 6  | Бельгія              | 13       | Данія                | 20   |
| 7  | Нідерланди           | 8        | Грузія               | 18   |
| 8  | Норвегія             | 8        | Хорватія             | 16   |
| 9  | Швеція               | 8        | Вірменія             | 16   |
| 10 | Данія                | 8        | Україна              | 13   |
| 11 | Росія                | 7        | Мальта               | 13   |
| 12 | Сербія               | 7        | Велика Британія      | 12   |
| 13 | Латвія               | 5        | Бельгія              | 10   |
| 14 | Сербія та Чорногорія | 4        | Швеція               | 9    |
| 15 | Північна Македонія   | 4        | Сербія               | 7    |
| 16 | Іспанія              | 3        | Норвегія             | 6    |
| 17 | Франція              | 3        | Франція              | 6    |
| 18 | Швейцарія            | 2        | Латвія               | 5    |
| 19 | Білорусь             | 1        | Болгарія             | 5    |
| 20 | Польща               | 1        | Нідерланди           | 5    |
| 21 | Грузія               | ―        | Північна Македонія   | 5    |
| 22 | Литва                | ―        | Литва                | 1    |
| 23 | Вірменія             | ―        | Польща               | ―    |
| 24 | Португалія           | ―        | Португалія           | ―    |
| 25 | Болгарія             | ―        | Сербія та Чорногорія | ―    |
| 26 | Україна              | ―        | Швейцарія            | ―    |